# Тарутинский лагерь
Тарутинский лагерь — укреплённый лагерь русской армии во время Отечественной войны 1812 года, получивший название от близлежащего села Тарутино, где поначалу разместился штаб М. И. Кутузова, позднее переехавший в Леташевку.
В этот, расположенный примерно в 80 километрах на юго-запад от Москвы лагерь, русская армия пришла 21 сентября (3 октября) 1812 года по завершении Тарутинского манёвра после оставления Москвы. Выбор позиции для лагеря диктовался стратегическими соображениями: неподалёку проходили многочисленные важные дороги: Старая Калужская, Новая Калужская, Тульская, Каширская, Рязанская, Боровская и Серпуховская; армия прикрывала районы снабжения: Калугу, Трубчевск, Сосницу, а также Тульский оружейный и Брянский литейный заводы. Русские войска нуждались в передышке после трёхмесячных непрерывных маршей, сначала по жаре, затем под дождём.
Лагерь располагался с обеих сторон Старой Калужской дороги, при этом фронт и левый фланг были защищены реками Нара и Истья, а тыл — глухим лесом с засеками. Фронт лагеря был защищён четырнадцатью укреплениями, флешами и люнетами, по берегам рек шли эскарпы.
Войска располагались в четыре линии, на флангах располагались семь егерских полков:
1. 2-й и 4-й кавалерийские корпуса (авангард) и 2-й и 6-й пехотные корпуса (1-я линия, между Гладово и Дедней);
2. 4-й, 5-й, 3-й, 7-й пехотные и 1-й кавалерийский корпуса (2-я линия);
3. 8-й пехотный корпус и кавалерия (3-я линия);
4. две дивизии кирасиров и резерв артиллерии (4-я линия).

Как и другие лагеря русской армии того времени, Тарутинский лагерь начинался с шалашей и землянок (палатки были редкими), но постепенно быт улучшался: поручик Семёновского полка А. В. Чичерин вспоминает о том, как он «устроил печку, набил диван, дабы удобнее было спорить об истинном счастье… приготовил даже план конюшни, позади которой должен был стоять дровяной сарай, впереди — кухня, направо — погреб».
Русские войска в лагере получили почти трёхнедельную передышку с 21 сентября (3 октября) по 11 октября (23 октября), использованную для отдыха, пополнения армии (численность выросла с 85 тысяч до 120 тысяч человек, а по другим данным с 60 тысяч до 130 тысяч человек) и подготовки её к зиме. В ходе проведённой Кутузовым реорганизации 1-я и 2-я Западные армии были объединены в Главную армию. В это время были усилены кавалерийские части, созданы новые армейские партизанские отряды и сапёрные подразделения.
Действуя из лагеря, русская армия одержала победу над авангардом И. Мюрата на реке Чернишне («Тарутинский бой»), а затем покинула лагерь, чтобы закрыть отступающему из Москвы Наполеону путь в Малоярославце.
Сведения о лагере сохранились в немногочисленных источниках, В. В. Алексеев упоминает мемуары младших офицеров русской армии Н. Е. Митаревского и Н. Н. Муравьёва-Карского (в будущем знаменитого генерала, на то время прапорщика), а также генерала Р. Т. Вильсона, английского представителя в русской армии.